# Змирскас, Ляонас
Ляонас Змирскас (лит. Leonas Zmirskas; 15 марта 1920, Лаздияй — 23 июня 1997, Шяуляй) — литовский советский актёр театра и кино.

## Биография
Родился в 1920 году в городе Лаздияй, Литва.
Участник Великой Отечественной войны. В 1939 году призван в литовскую армию, после присоединения Литвы к СССР литовская армия была преобразована в 29-й стрелковый территориальный Литовский корпус РККА, старший сержант. С началом войны — в 16-й стрелковой дивизии, солист самодеятельности музвзвода. Награждён двумя медалями «За боевые заслуги» (1943, 1945) и Орденом Отечественной войны II степени (1985).
После войны несколько лет работал в театре города Мариямполе.
Затем на протяжении 40 лет — в 1950—1990 годах — актёр Шяуляйского драматического театра.
На театральной сцене исполнил почти 100 ролей.
Умер в 1997 году в Шауляе.
Жена — Юлия Гасцявичюте, театральная актриса, Заслуженная артистка Литовской ССР (1977)

## Фильмография
Снимался в более десятка фильмов Литовской киностудии, обычно в эпизодических, даже не указываемых в титрах ролях:
- 1964 — Марш! Марш! Тра-та-та! / Marš, marš, tra-ta-ta! — министр правительства Грошии
- 1965 — Никто не хотел умирать / Niekas nenorėjo mirti — житель деревни
- 1966 — Ноктюрн / Noktirne — партизан
- 1971 — Камень на камень / Akmuo ant akmens — подручный управляющего
- 1972 — Подводя черту / Ties riba — железнодорожник
- 1984 — Здесь наш дом / Čia mūsų namai — эпизод (нет в титрах)
- 1986 — Все против одного / Visi prieš vieną — эпизод
- 1987 — Братья на рассвете / Priešaušrio broliai — эпизод (нет в титрах)
- 1989 — Осень приходит лесами / Miškais ateina ruduo — эпизод (нет в титрах)